# Mallada araucariae
Mallada araucariae is een insect uit de familie van de gaasvliegen (Chrysopidae), die tot de orde netvleugeligen (Neuroptera) behoort. 
Mallada araucariae is voor het eerst wetenschappelijk beschreven door Tillyard in 1917.